# Вільгельм Пєц
Вільгельм Єжи Пєц (пол. Wilhelm Jerzy Piec; нар. 7 січня 1915, Ліпіни, Німецька імперія — пом. 4 квітня 1954, Свентохловіце, Польща) — польський футболіст, виступав на позиції півзахисника та нападника, гравець збірної Польщі. Брат Ришарда Пєца. Один з найкращих футболістів міжвоєнної Польщі.

## Клубна кар'єра
До 1939 року виступав у клубі «Напжод» (Ліпіни) та його правонаступнику — ТуС (Ліпіни). Зі своїм клубом ТуС Ліпіне успішно виступав у Гаулізі Верхня Сілезія і брав участь у 1942 і 1943 роках у кубку Німеччині, де його команда в 1942 році програв у півфіналі майбутньому переможцю турніру «Мюнхен 1860». З 1945 по 1946 рік виступав за «Флота Гдиня» (Гдиня), а в 1946 році перейшов до АКС (Хожув), у футболці якого наступного року й завершив кар'єру.

## Кар'єра в збірній
У футболці національної збірної дебютував 12 вересня 1937 року в поєдинку проти Данії. У збірній Польщі зіграв 6 матчів, 4 з яких до початку Другої світової війни. Відзначився 1 голом. Поїхав на чемпіонат світу 1938 року у Франції, але на турнірі не зіграв жодної хвилини.

## Особисте життя
Його брат, Ришард Пєц (при народженні — Ріхард Пєц), також був професіональним футболістом.